# Mijeegombyn Enchbold
Mijeеgombyn Enchbold (Миеэгомбын Энхболд), född 19 juli 1964 i Ulan Bator, Mongoliet, är en mongolisk politiker, tidigare ordförande i Mongoliska folkets revolutionära parti (MFRP) från 2005 till oktober 2007, och landets premiärminister från januari 2006 till november 2007. 
Han valdes av parlamentet den 25 januari 2006 till ny regeringschef i landet efter den regeringskris som rått sedan det att förre premiärministern Tsachiagijn Elbegdordzj från Demokratiska partiet tvingats avgå efter att MFRP lämnat regeringskoalitionen. Den 5 november 2007 lämnade han in sin avskedsansökan, vilket godkändes av parlamentet den 8 november. Han satt dock kvar tills en efterträdare utsetts. Enchbold valde att avgå sedan hans parti bestämt sig för att byta ut honom som ordförande. Han ersattes på premiärministerposten den 22 november av Sandzjaagijn Bajar, som redan valts till att ersätta honom som ordförande för MFRP.
Enchbold har tidigare varit borgmästare i Ulan Bator och var inrikes- och justitieminister i Nambaryn Enchbajars regering 2000-2004.